# 哥斯达黎加广场
哥斯达黎加广场（Place de Costa-Rica）是巴黎十六区的一个圆形广场。广场附近有巴黎地鐵6號線的帕西站，以及32路公交。

## 名称
广场得名于中美洲国家哥斯达黎加。

## 历史
有多条道路交汇于此，包括德莱塞大道（Boulevard Delessert）、阿尔博尼路（Rue de l'Alboni）、雷努亚德路（Rue Raynouard）、帕西路（Rue de Passy）、Rue de la Tour、维讷斯路（Rue Vineuse）和本杰明·富兰克林路（Rue Benjamin-Franklin）。1963年6月12日颁布法令改为现名。 

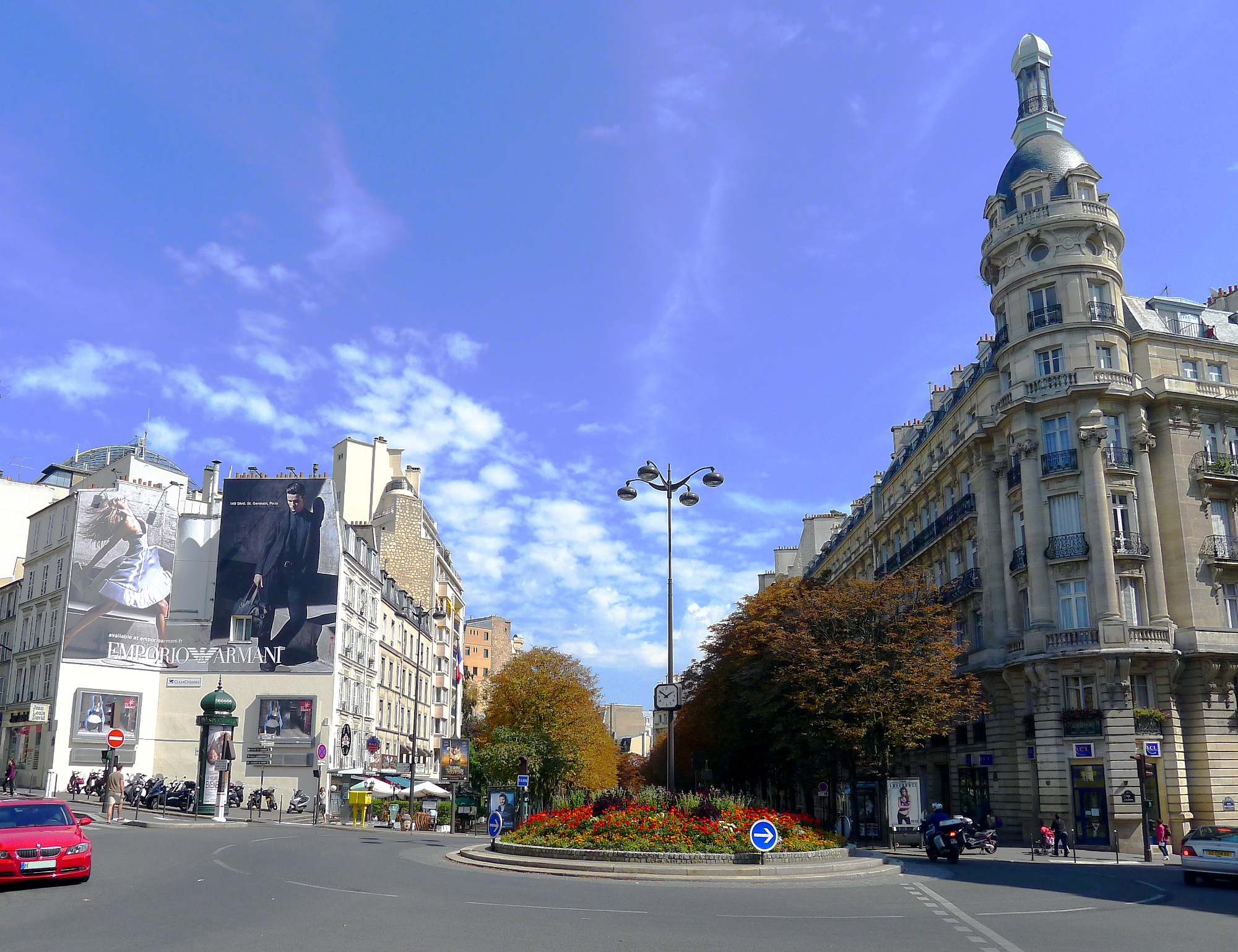
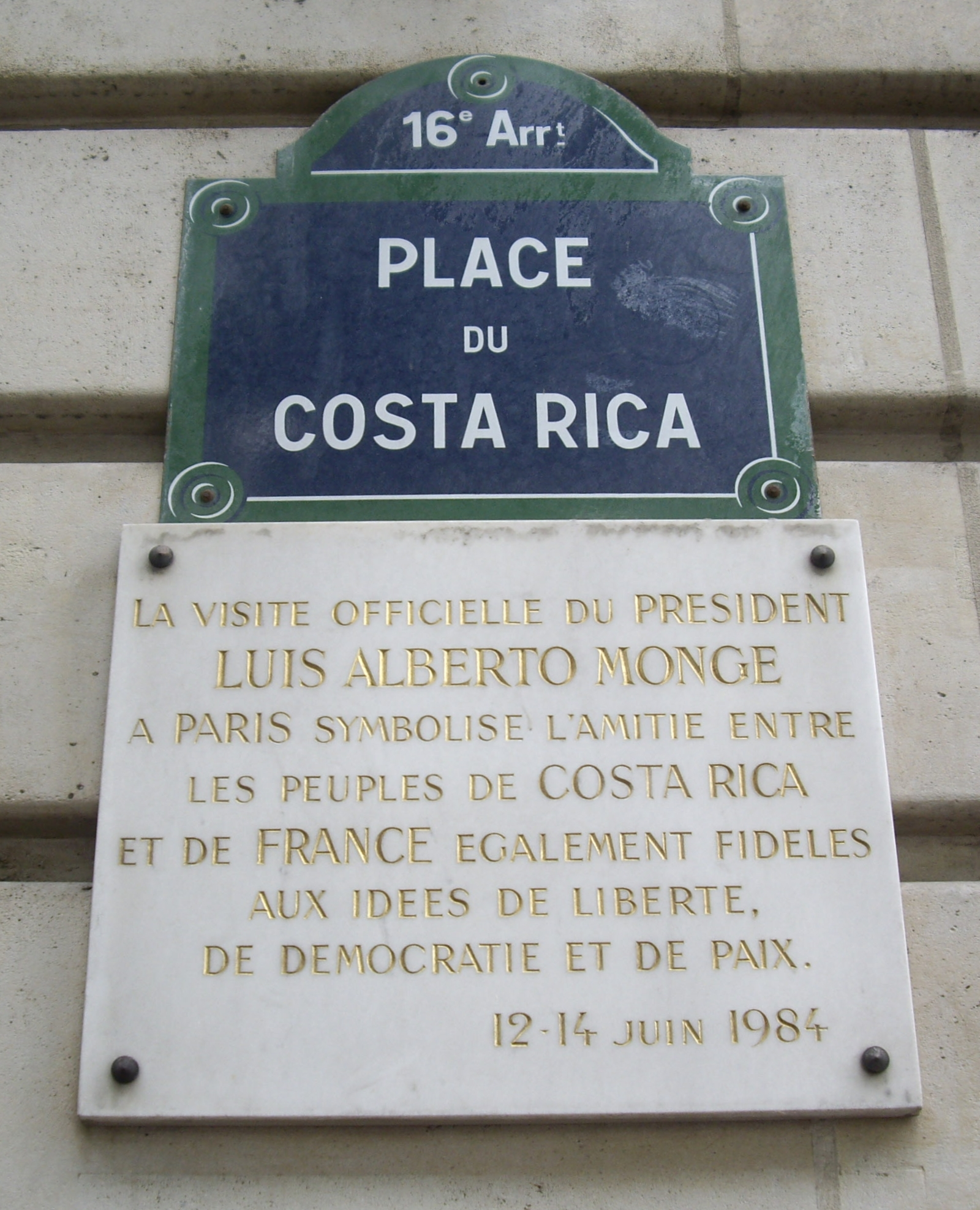
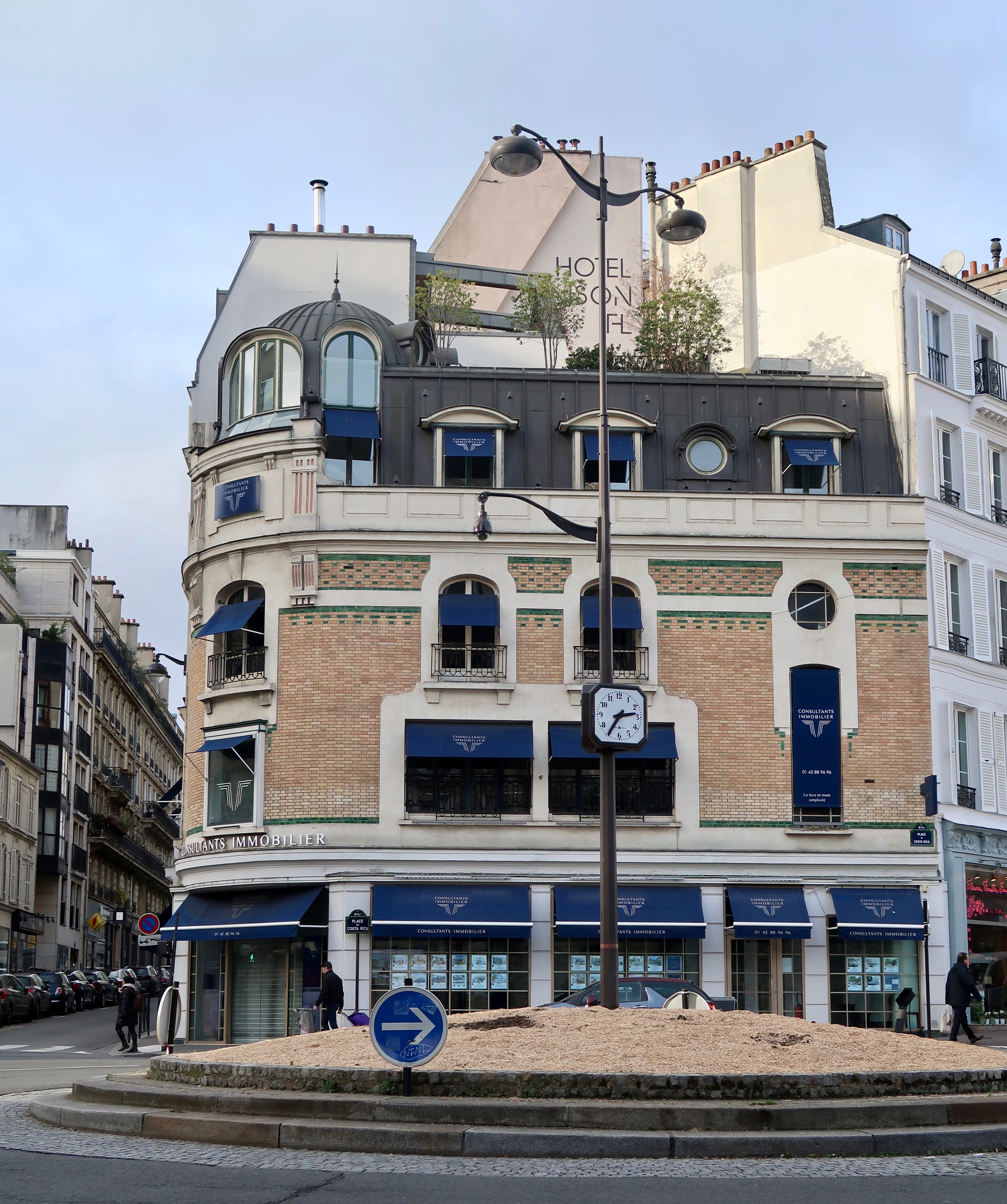
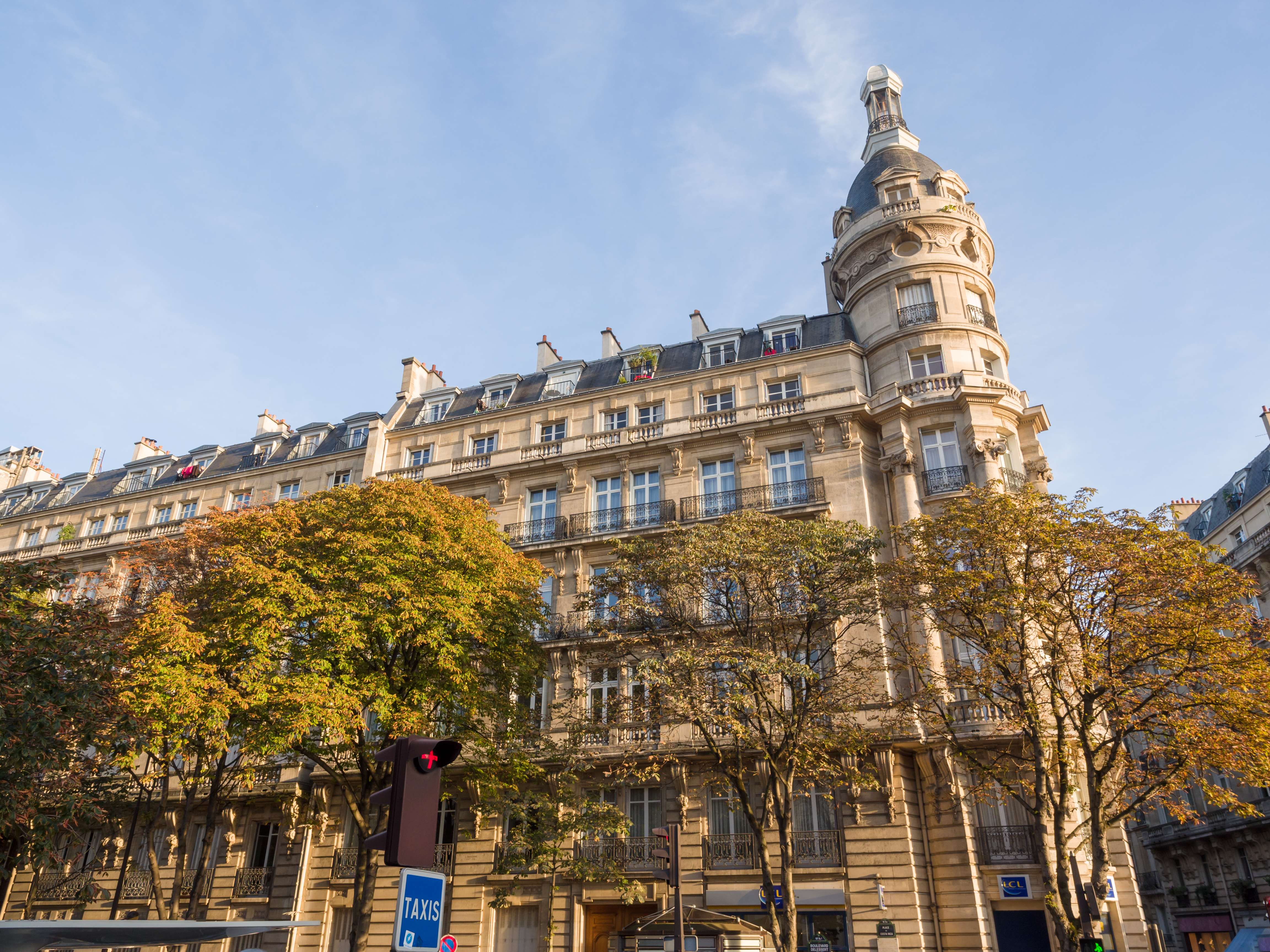